# Де Хесус, Эстебан
Эстебан де Хесус (исп. Esteban De Jesús; 2 августа 1951 — 11 мая 1989) — пуэрто-риканский боксёр-профессионал, выступавший во 2-й полулёгкой, лёгкой и 1-й полусредней весовых категориях. Чемпион мира в лёгкой (версия WBC, 1976—1978) весовой категории.

## 1969—1980
Дебютировал в феврале 1969 года.
В декабре 1972 года проиграл Антонио Гомесу.
В ноябре 1972 года в нетитульном бою Де Хесус встретился с непобеждённым чемпионом мира в лёгком весе по версии WBA Роберто Дураном. Де Хесус в 1-м раунде послал панамца в нокдаун. По итогам 10 раундов единогласным решением победителем был объявлен пуэрториканец.
В феврале 1973 года Де Хесус победил непобеждённого Рэя Лампкина.
В марте 1974 состоялся повторный бой между Эстебаном Де Хесусом и Роберто Дураном. На этот раз бой был титульным. Де Хесус как и в 1-м бою в 1-м раунде отправил панамца в нокдаун. В 11-м раунде Дуран нокаутировал претендента.
В мае 1976 года Де Хесус разгромил по очкам чемпиона мира в лёгком весе по версии WBC Гаца Исимацу.
В сентябре 1976 года Де Хесус нокаутировал в 7-м раунде непобеждённого Эктора Хулио Медину.
В феврале 1977 года он в 6-м раунде нокаутировал Синъити “Баззсо” Ямабэ.
В июне 1977 года Де Хесус нокаутировал в 11-м раунде непобеждённого Висента Сальдивара.
В январе 1978 года состоялся 3-й бой между двумя чемпионами в лёгком весе — чемпионом по версии WBC Эстебаном Де Хесусом и чемпионом версии WBA Роберто Дураном. Дуран нокаутировал противника в 12-м раунде.
В июле 1980 года Де Хесус проиграл нокаутом в 13-м раунде чемпиону мира в 1-м полусреднем весе по версии WBC Сэулу Мэмби

## Вне бокса
В 1981 году Де Хесус застрелил подростка. Суд приговорил его к пожизненному заключению. В тюрьме пуэрториканец подсел на героин. Там он заразился СПИДом, употребляя наркотики с другими заключёнными через одну иглу. В мае 1989 года Де Хесус умер.